# Carlos Lobatón
Pour les articles homonymes, voir Lobatón.
Carlos Augusto Lobatón Espejo, surnommé Loba, né le 6 février 1980 à Lima au Pérou, est un footballeur international péruvien qui évoluait en tant que milieu de terrain.
Il est issu d'une famille de footballeurs, son père Abel Lobatón Vesgas et son frère aîné Abel Lobatón étant eux aussi internationaux péruviens.

## Biographie

### Joueur en club
Carlos Lobatón s'est fait un nom au Cienciano del Cusco, où il a évolué entre 2003 et 2005, en remportant deux titres internationaux: la Copa Sudamericana 2003 et la Recopa Sudamericana, l'année suivante.
Transféré au Sporting Cristal - club où il a été formé dans sa jeunesse - en 2005, il en devient l'un des joueurs les plus emblématiques. En effet, champion du Pérou à cinq reprises (voir palmarès), Lobatón atteint la barre des 100 buts marqués au sein de l'institution, le 12 février 2018. Quelques semaines plus tard, le 4 avril 2019, à l'occasion d'une rencontre de Copa Libertadores contre l'Olimpia, il dispute son 500e match avec le Sporting Cristal.
En décembre 2019, après 15 ans de présence, il annonce dans un premier temps son départ du club Rimense avec un bilan de 520 matchs joués et 106 buts marqués, toutes compétitions confondues. Moins d'un mois plus tard, le Sporting Cristal confirme néanmoins que Lobatón resterait au sein de ce dernier, occupant un poste à définir dans le staff du club.

### Joueur en sélection
Lobatón joue à 46 reprises en sélection du Pérou. Il a notamment participé aux Copa América de 2011, en Argentine, et 2015, au Chili, où son équipe atteignit à chaque fois la 3e place.  
Il marque son seul but international en quarts de finale de la Copa América 2011, en ouvrant le score contre la Colombie, le 16 juillet 2011 (victoire 2-0ap).

## Palmarès

### En club
| Sporting Cristal - Championnat du Pérou (5) : - Champion : 2005, 2012, 2014, 2016 et 2018. |  | Cienciano del Cusco - Copa Sudamericana (1) : - Vainqueur : 2003. - Recopa Sudamericana (1) : - Vainqueur : 2004. |

### En équipe nationale
Pérou
- Copa América :
  - Troisième : 2011 et 2015.

### Distinctions personnelles
- Joueur de l'année 2014 au Pérou[5].